# NGC 3061
NGC 3061 ist eine Balken-Spiralgalaxie vom Hubble-Typ SBc im Sternbild Drache. Sie ist schätzungsweise 115 Millionen Lichtjahre von der Milchstraße entfernt.
Das Objekt wurde am 2. April 1801 von Wilhelm Herschel entdeckt.